# Siphona boreata
Siphona boreata är en tvåvingeart som beskrevs av Louis-Paul Mesnil 1960. Siphona boreata ingår i släktet Siphona och familjen parasitflugor. Arten är reproducerande i Sverige. Inga underarter finns listade i Catalogue of Life.